# Refuge d'oiseaux migrateurs des Îles-Sainte-Marie
Le refuge d'oiseaux migrateurs des Îles-Sainte-Marie est une aire protégée du Canada et l'un des 28 refuges d'oiseaux migrateurs situé dans la province de Québec. Ce refuge a pour mission de protéger un site de nidification important pour l'Eider à duvet et de nombreux autres oiseaux marins. Le site est reconnu comme zone importante pour la conservation des oiseaux (ZICO).

## Toponymie
L'origine du nom des îles Sainte-Marie demeure inconnu. Jacques Cartier les avait désigné en 1535 sous le nom d'« isles saint Germain » et Louis Joliet en 1694 sous le nom « isles stes maries ».

## Géographie
Le refuge a une superficie de 40,03 km2 dont 3,9 km2 sont situés en milieu terrestre et 36,13 km2 en milieu marin.